# Sue (Or in a Season of Crime)
Sue (Or in a Season of Crime) is een nummer van Britse muzikant David Bowie, oorspronkelijk uitgebracht als enige single van zijn compilatiealbum Nothing Has Changed uit 2014. In 2016 verscheen een nieuw opgenomen versie van zowel de A-kant als de B-kant "'Tis a Pity She Was a Whore" op Bowie's laatste studioalbum Blackstar.

## Videoclip
In november 2014 werd een videoclip van het nummer uitgebracht, geregisseerd door Tom Hingston and Jimmy King. Het is een zwart-witte video met shots van Bowie in het New York Subway System, met de tekst van het nummer geprojecteerd op een muur.

## Tracklijst
- "Sue (Or in a Season of Crime)" geschreven door Bowie, Bob Bhamra, Maria Schneider en Paul Bateman, "'Tis a Pity She Was a Whore" geschreven door Bowie.

1. "Sue (Or in a Season of Crime)" - 7:24
2. "'Tis a Pity She Was a Whore" - 5:27
3. "Sue (Or in a Season of Crime)" (radio edit) - 4:01

## Muzikanten
- David Bowie: zang

Maria Schneider Orchestra
- Maria Schneider: arrangementen, dirigent
- Donny McCaslin: tenorsaxofoon, sopraansaxofoon
- Ryan Keberle: trombonesolo
- Jesse Han: fluit, altfluit, basfluit
- David Pietro: altfluit, klarinet, sopraansaxofoon
- Rich Perry: tenorsaxofoon
- Scott Robinson: clarinet, basklarinet, contrabasklarinet
- Tony Kadleck, Greg Gisbert, Augie Haas, Mike Rodriguez: trompet, bugel
- Keith O'Quinn, Ryan Keberle, Marshall Gilkes: trombone
- George Flynn: bastrombone, contrabastrombone
- Ben Monder: gitaar
- Frank Kimbrough: piano
- Jay Anderson: basgitaar
- Mark Guiliana: drums

## Hitnoteringen

### Nationale Hitparade top 50 /Single Top 100
| Hitnotering: 16-01-2016 | Hitnotering: 16-01-2016 | Hitnotering: 16-01-2016 | Hitnotering: 16-01-2016 |
| Week:                   | 1                       |                         |                         |
| ----------------------- | ----------------------- | ----------------------- | ----------------------- |
| Positie:                | 83                      | uit                     |                         |